# Phaeoptyx
Phaeoptyx is een geslacht van straalvinnige vissen uit de familie van kardinaalbaarzen (Apogonidae).

## Soorten
- Phaeoptyx conklini Silvester, 1915
- Phaeoptyx pigmentaria Poey, 1860
- Phaeoptyx xenus Böhlke & Randall, 1968